# Барнай, Людвиг
Лю́двиг Ба́рнай (нем. Ludwig Barnay; 11 февраля 1842, Пешт — 31 января 1924, Ганновер) — немецкий актёр.

## Карьера
Получил сценическую подготовку под руководством Зонненталя и в 1860 г. дебютировал под псевдонимом Лакруа в передвижном театре в Траутенау (Богемия). Вначале Барнай играл в небольших городах, но в 1861 г. получил ангажемент в Немецком театре в Будапеште, потом играл в Граце, в 1863 г. занимал амплуа первого драматического любовника в Майнце, гастролировал в венском Бургтеатре и в Праге и в 1864 году принял ангажемент в городской театр в Риге. В следующем году он вернулся в Майнц, играл затем в Лейпциге, Веймаре, а с 1870 до 1875 год играл в городском театре во Франкфурте-на-Майне. C 1871 до конца жизни занимал должность президента созданного им Товарищества немецких сотрудников театра.
В 1874 году Барнай был в труппе гастролировавшего в Берлине Мейнингенского театра (роль Антония в «Юлии Цезаре» У. Шекспира). До 1880 года он состоял директором труппы Гамбургского городского театра. Затем участвовал в спектаклях мейнингенской придворной труппы в её европейских гастролях, в 1882 году в США; в 1885 г. в Петербурге (к нему приезжает героиня чеховского рассказа «Попрыгунья»). В 1883 г. сделался членом-пайщиком Deutsches Theater в Берлине, но через год покинул театр. Основал в Кройцберге в 1888 г. Берлинский театр, директором которого оставался до 1894 г. С 1897 года играл на сцене Висбаденского театра, в 1906-08 руководил Королевским театром в Берлине, в 1908-12 — Придворным театром в Ганновере.

### Главные роли
Его главные роли — Эссекс («Граф Эссекс» Г. Лаубе), Эгмонт (Гёте), Уриель Акоста («Уриель Акоста» К. Гуцкова), Антоний («Антоний и Клеопатра»), Лир («Король Лир»), Гамлет, Отелло; Вильгельм Телль (Ф. Шиллер), Валленштейн («Смерть Валленштейна» Ф. Шиллера), Кин (А. Дюма-отец), Холоферн («Юдифь и Холоферн» Й. Нестроя), Граф Вальдемар (Густав Фрейтаг).
| В роли Нарцисса | В роли Уриеля Акосты | В роли короля Лира |